# Neulingen
Neulingen est une commune de Bade-Wurtemberg (Allemagne), située dans l'arrondissement d'Enz, dans l'aire urbaine Nordschwarzwald, dans le district de Karlsruhe.

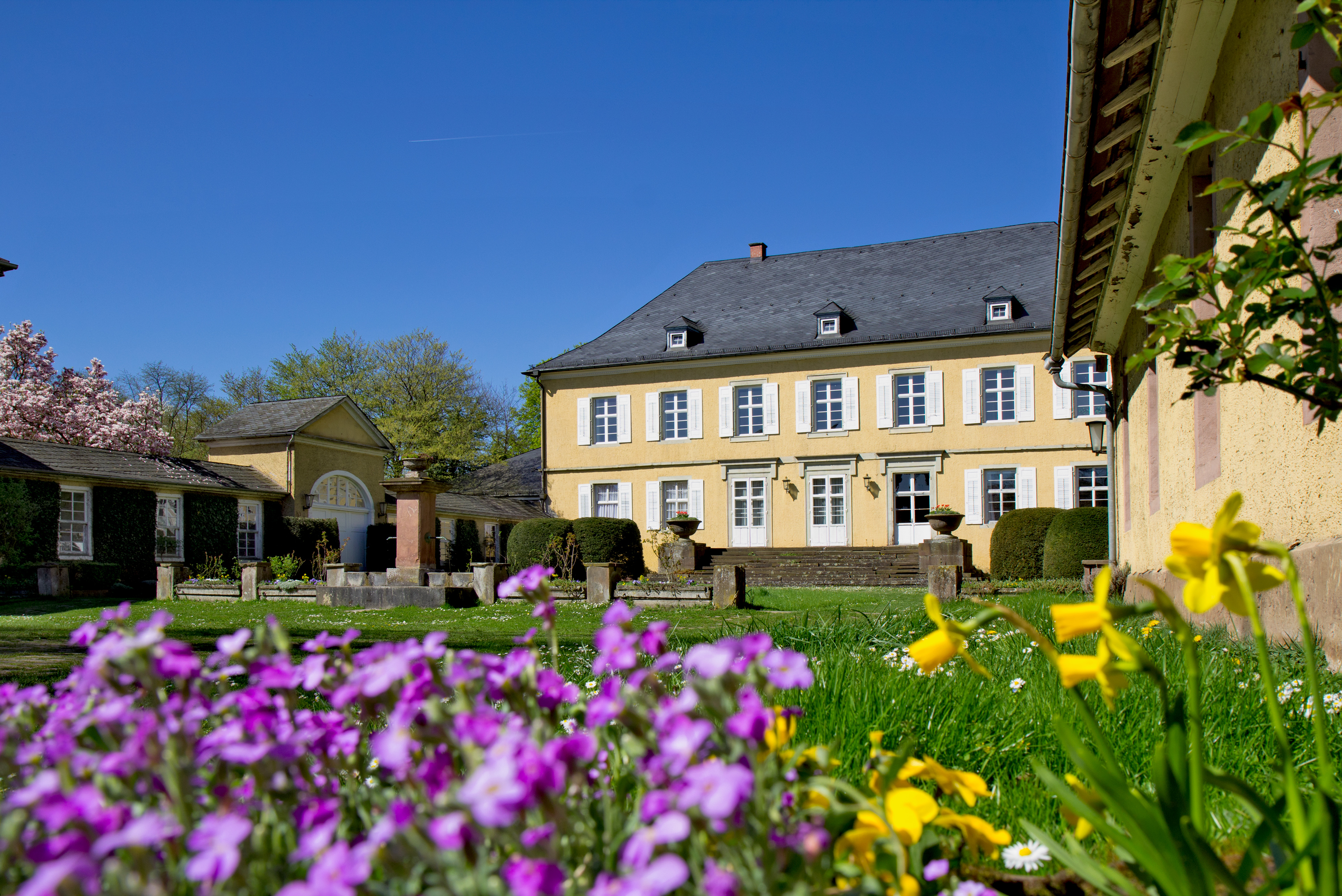
Le château Bauschlott.

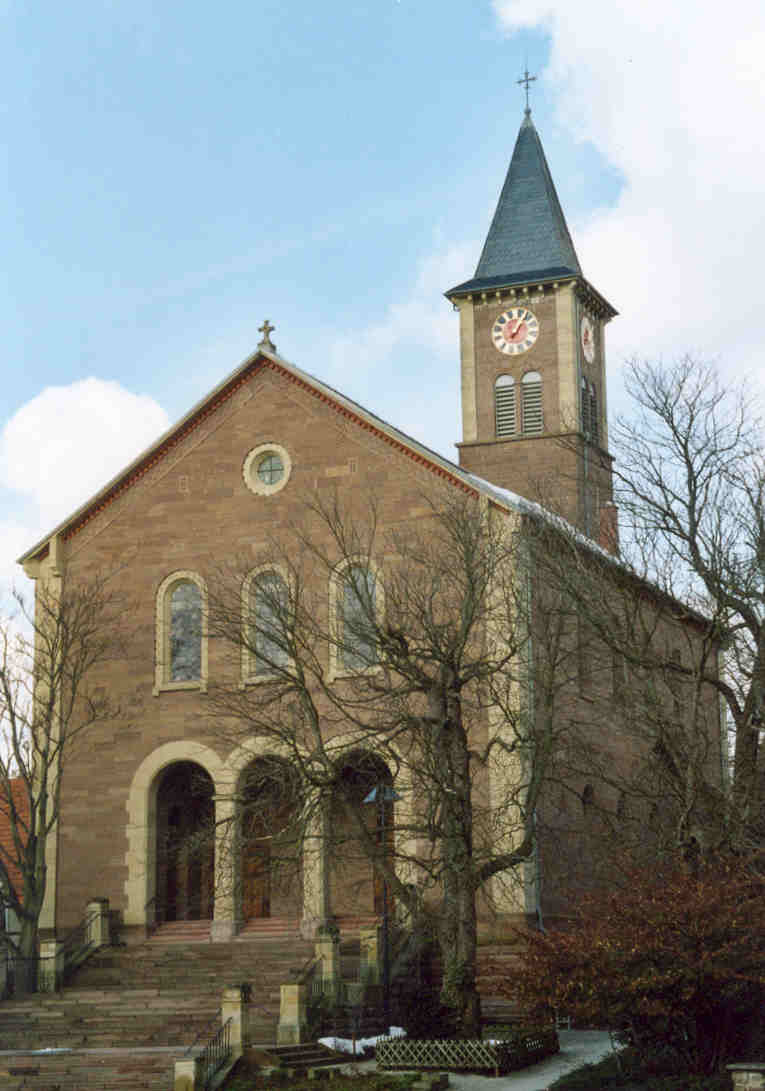
Église de Bauschlott.